# Peninsular Ranges
Peninsular Ranges je skupina pohoří, které se rozkládají v délce 1 500 km z jižní Kalifornie až na jižní výběžek Kalifornského poloostrova. Pohoří jsou součástí Pacifického pobřežního pásma. To tvoří horské masivy ležící při pobřeží Tichého oceánu od Aljašky až po střední Mexiko. Peninsular Ranges leží v jižní části amerického státu Kalifornie a v mexických státech Baja California a Baja California Sur. Nejvyšším bodem je San Jacinto Peak (3 302 m) v nejsevernější části soustavy na americkém území.
Na mexickém území je nejvyšším bodem Cerro de la Encantada (3 096 m) v pohoří Sierra San Pedro Mártir. Peninsular Ranges jsou tvořené převážně granitem.

## Členění

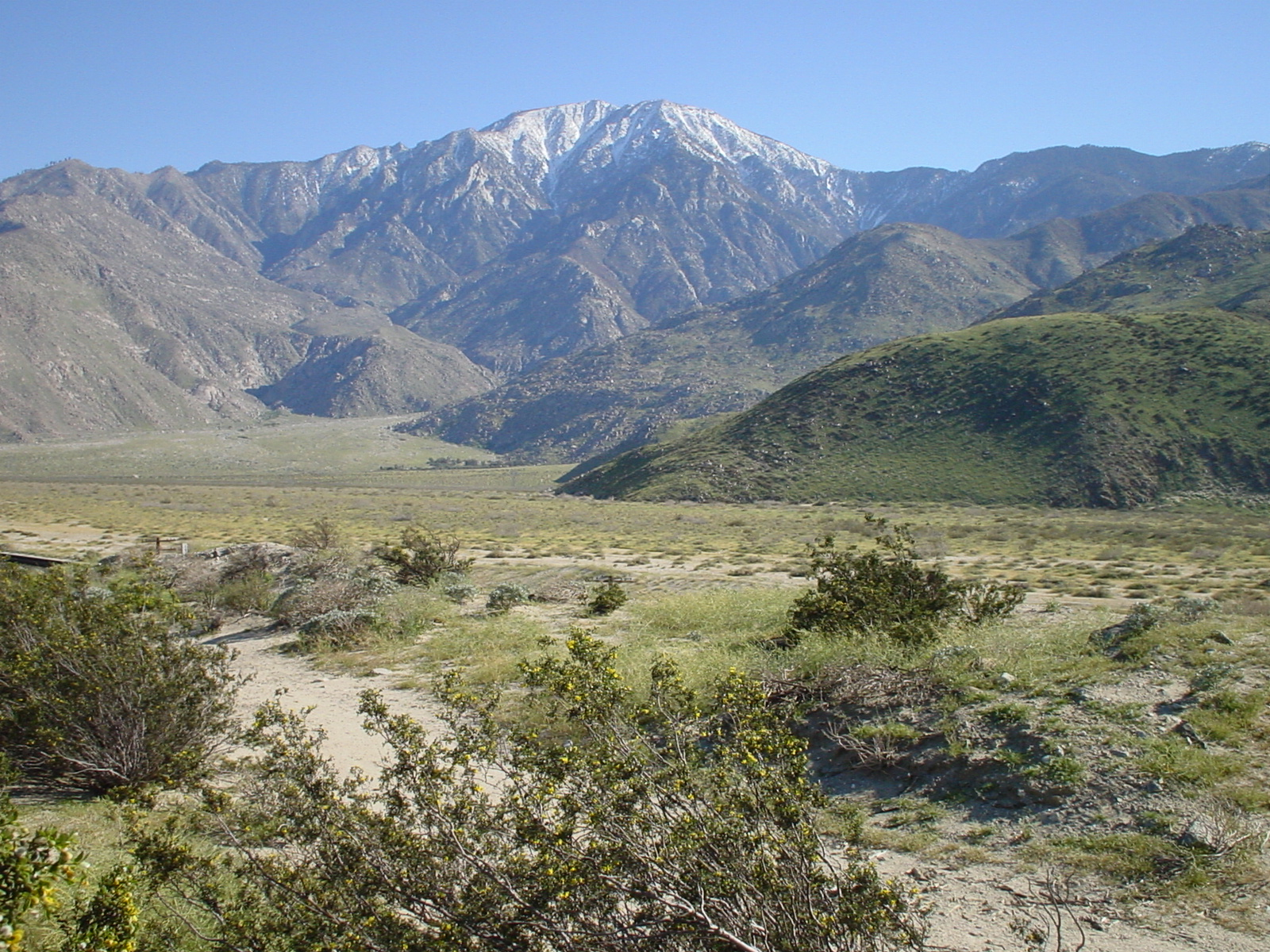
San Jacinto Mountains

(vybraná pohoří)
Kalifornie
- San Jacinto Mountains
- Santa Ana Mountains
- Laguna Mountains

Baja California
- Sierra de Juárez
- Sierra de San Pedro Mártir

Baja California Sur
- Sierra San Francisco
- Sierra La Giganta
- Sierra Laguna